# Tihomir Zavidović
Tihomir Zavidović (en serbio: Тихомир Завидовић) fue gran príncipe (Veliki Župan) del Gran Principado de Serbia (Rascia) fl. 1162-1171.
Era el primogénito de Zavida. El emperador bizantino Manuel I Comneno lo nombró gran príncipe de Serbia en el 1166, al morir su padre, si bien gobernó conjuntamente con sus hermanos. Las tierras del principado se dividieron: Stracimir obtuvo las del Morava occidental; Miroslav, Zahumlia y Travunia; Esteban Nemanja, Toplica, Ibar, Rasina y Reke. Nemanja era también vasallo de Manuel por su infantado de Dubočica; colaboró con el ejército imperial en su lucha contra los húngaros en Sirmia en 1164. Tihomir probablemente vio en el vínculo entre Esteban y el emperador una amenaza a su posición.
Esteban Nemanja construyó el monasterio de San Nicolás en Kuršumlija y el de la Santa Madre de Dios en las cercanía de Kosanica-Toplica, sin contar con la aprobación de Tihomir. Nemanja había obrado sin el consentimiento de Tihomir, que interpretó la iniciativa de aquel como un gesto de independencia que aprovechaba su relación con el emperador. Por ello, Tihomir aherrojó y encarceló a Nemanja y le despojó de sus tierras. Sin embargo, los partidarios del prisionero malquistaron a la Iglesia con Tihomir, afirmando que la reacción de este se había debido a que se oponía a la construcción de los templos.
Nemanja logró fugarse y volver a sus antiguas posesiones. Reunió entonces un ejército, posiblemente con ayuda bizantina, y se encaminó a las tierras de realengo. Quizá Manuel estaba disgustado por los actos de Tihomir. En cualquier caso, Nemanja venció: Tihomir, Miroslav y Stracimir fueron desterrados a Bizancio en el 1167. El poder de Nemanja creció rápidamente, lo que hizo que Manuel I se decidiese a emplear contra él a Tihomir y sus hermanos, ya que el imperio deseaba una Serbia débil, dividida entre varios señores.
En consecuencia, Manuel I proporcionó un ejército a Tihomir, que avanzó desde Skopie. En el 1171, Nemanja reunió a su vez una gran hueste y derrotó a Tihomir en la batalla de Pantina, disputada cerca de Zvečan. Tihomir se ahogó en el río Sitnica. Nemanja prendió a sus otros hermanos y firmó la paz con ellos, concediéndoles sus antiguas tierras en calidad de vasallos, a cambio de que lo reconociesen como señor de toda Serbia. Fue el epónimo de la Casa de Nemanjić, que rigió Serbia hasta el 1371.